# 연합주택조합
연합주택조합이란  여러 개의 직장·지역주택조합이 함께 조합을 구성하는 단체로 명칭은 조합이나 법적인 조합은 아니다. 연합주택조합은 이 역시 하나의 독립된 비법인 사단이고, 일반인에게 분양할 임의분양ㄴ 아파트는 연합주택조합 조합원 전원의 총유에 속한다고 할 것인데 총유물인 임의분양분 아파트의 관리 및 처분에 관하여 조합의 정관이나 규약에 정한 바가 있으면 이에 따라야 하고 없으면 조합원 총호의 결의에 의하여 할 것이므로 비록 대표자에 의한 재산의 처분이라고 하더라도 그러한 절차를 거치지 아니한 채 한 행위는 무효이다

## 판례

### 법인이 아닌 사단
“조합아파트의 건축을 추진하고 있던 15개의 직장주택조합들이 설립한 연합체로서 공동주택건설사업이라는 단체고유의 목적을 가지고 활동하고 있으며, 규약 및 단체로서의 조직을 갖추고 구성원의 가입,탈퇴에 따른 변경에 관계없이 단체자체가 존속하는 등 단체로서의 주요사항이 확정되어 있으면 비법인사단(非法人社團, 법인이 아닌 사단)에 해당한다.”라고 하여 연합주택조합을 법인이 아닌 사단으로 보고 있습니다.

## 참고 문헌
- 변호사 길라잡이(67) - 연합주택조합 토지 소송의 대리인은 패소 후 그 토지 매수상의, 대한변협신문  2006.06.26

## 같이 보기
- 주택조합